# Liste der Nummer-eins-Hits in Frankreich (1965)
Diese Liste enthält alle Nummer-eins-Hits in Frankreich im Jahr 1965. Es gab in diesem Jahr 18 Nummer-eins-Singles.
| - France Gall – Sacré Charlemagne - 2 Wochen (26. Dezember 1964 – 8. Januar 1965, insgesamt 3 Wochen) - Salvatore Adamo – Vous permettez monsieur? - 1 Woche (9. Januar – 15. Januar, insgesamt 7 Wochen; → 1964) - Eddy Mitchell – Toujours un coin qui me rappelle - 1 Woche (16. Januar – 22. Januar) - Johnny Hallyday – Un ami ça n'a pas de prix - 1 Woche (23. Januar – 29. Januar) - France Gall – Sacré Charlemagne - 1 Woche (30. Januar – 5. Februar, insgesamt 3 Wochen) - Frank Alamo – Le chef de la bande - 1 Woche (6. Februar – 12. Februar) - Salvatore Adamo – Vous permettez monsieur? - 2 Wochen (13. Februar – 26. Februar, insgesamt 7 Wochen) - Claude François – Le choses de la maison - 2 Wochen (27. Februar – 12. März) - Sheila – Toujours des beaux jours - 1 Woche (13. März – 19. März) - France Gall – Poupée de cire, poupée de son - 1 Woche (20. März – 26. März, insgesamt 4 Wochen) - Guy Mardel – N'avoue jamais - 1 Woche (27. März – 2. April, insgesamt 2 Wochen) - France Gall – Poupée de cire, poupée de son - 1 Woche (3. April – 9. April, insgesamt 4 Wochen) - Guy Mardel – N'avoue jamais - 1 Woche (10. April – 16. April, insgesamt 2 Wochen) - France Gall – Poupée de cire, poupée de son - 2 Wochen (17. April – 30. April, insgesamt 4 Wochen) - Salvatore Adamo – La nuit - 3 Wochen (1. Mai – 21. Mai, insgesamt 4 Wochen) - Mikis Theodorakis – La danse de Zorba - 2 Wochen (22. Mai – 4. Juni, insgesamt 6 Wochen) - Salvatore Adamo – La nuit - 1 Woche (5. Juni – 11. Juni, insgesamt 4 Wochen) - Mikis Theodorakis – La danse de Zorba - 1 Woche (12. Juni – 18. Juni, insgesamt 6 Wochen) - Sheila – C'est toi que j'aime - 1 Woche (19. Juni – 25. Juni, insgesamt 5 Wochen) - Mikis Theodorakis – La danse de Zorba - 3 Wochen (26. Juni – 16. Juli, insgesamt 6 Wochen) - Sheila – C'est toi que j'aime - 4 Wochen (17. Juli – 13. August, insgesamt 5 Wochen) - Salvatore Adamo – Mes mains sur tes hanches - 1 Woche (14. August – 20. August, insgesamt 9 Wochen) - The Rolling Stones – (I Can’t Get No) Satisfaction - 1 Woche (21. August – 27. August) - Christophe – Aline - 1 Woche (26. August – 3. September, insgesamt 8 Wochen; → 1979) - Salvatore Adamo – Mes mains sur tes hanches - 1 Woche (4. September – 10. September, insgesamt 9 Wochen) - Christophe – Aline - 1 Woche (11. September – 17. September, insgesamt 8 Wochen) - Salvatore Adamo – Mes mains sur tes hanches - 7 Wochen (18. September – 5. November, insgesamt 9 Wochen) - Akim & Sheila – Devant le juke-box - 1 Woche (6. November – 12. November) - Sheila – Le folklore américain - 1 Woche (13. November – 3. Dezember, insgesamt 5 Wochen) - Enrico Macias – Mon cœur d'attache - 1 Woche (4. Dezember – 10. Dezember) - Christophe – Les marionettes - 2 Wochen (11. Dezember – 24. Dezember) - Sheila – Le folklore américain - 4 Wochen (25. Dezember 1965 – 21. Januar 1966, insgesamt 5 Wochen) |